# Superliga de Serbia 2009-10
La Superliga de Serbia, en su temporada 2009-10, fue la 4ª edición del torneo. El campeón fue el club Partizan de Belgrado que consiguió su 22° título en su historia.

## Formato de competición
Los dieciséis clubes en la competición se agrupan en un único grupo en que se enfrentan dos veces a sus oponentes en dos ruedas (ida y vuelta), con un total de 30 partidos jugados por club. Al final de la temporada los dos últimos clasificados son relegados a Segunda Liga.
Al final de la temporada, el campeón se clasifica para la segunda ronda previa de la Liga de Campeones 2010-11. Otros tres cupos quedan reservados para la UEFA Europa League 2010-11.

## Posiciones
|  |     | Equipo                     | PJ | PG | PE | PP | GF | GC | DG  | PTS |
|  | --- | -------------------------- | -- | -- | -- | -- | -- | -- | --- | --- |
|  | 1.  | Partizan Belgrado          | 30 | 24 | 6  | 0  | 63 | 14 | +49 | 78  |
|  | 2.  | Estrella Roja Belgrado     | 30 | 23 | 2  | 5  | 53 | 17 | +36 | 71  |
|  | 3.  | OFK Belgrado               | 30 | 15 | 5  | 10 | 38 | 33 | +5  | 50  |
|  | 4.  | Spartak Zlatibor Voda (A)  | 30 | 14 | 7  | 9  | 34 | 27 | +7  | 49  |
|  | 5.  | Vojvodina Novi Sad         | 30 | 13 | 6  | 11 | 51 | 30 | +21 | 45  |
|  | 6.  | FK Jagodina                | 30 | 12 | 7  | 11 | 38 | 34 | +4  | 43  |
|  | 7.  | Javor Ivanjica             | 30 | 8  | 14 | 8  | 22 | 23 | -1  | 38  |
|  | 8.  | Rad Belgrado               | 30 | 10 | 7  | 13 | 38 | 39 | -1  | 37  |
|  | 9.  | Metalac G. Milanovac (A)   | 30 | 10 | 5  | 15 | 24 | 39 | -15 | 35  |
|  | 10. | FK Smederevo (A)           | 30 | 8  | 10 | 12 | 23 | 30 | -7  | 34  |
|  | 11. | Borac Čačak                | 30 | 9  | 7  | 14 | 21 | 34 | -13 | 34  |
|  | 12. | BSK Borča (A)              | 30 | 9  | 6  | 15 | 27 | 37 | -10 | 33  |
|  | 13. | Čukarički Belgrado         | 30 | 9  | 5  | 16 | 25 | 46 | -21 | 32  |
|  | 14. | Hajduk Kula                | 30 | 7  | 9  | 14 | 28 | 40 | -12 | 30  |
|  | 15. | Napredak Kruševac          | 30 | 7  | 8  | 15 | 30 | 44 | -14 | 29  |
|  | 16. | Mladi Radnik Požarevac (A) | 30 | 5  | 10 | 15 | 19 | 47 | -28 | 25  |

- (A): ascendido la temporada anterior.

### Máximos Goleadores
| Goles               | Jugador       | Club |
| ------------------- | ------------- | ---- |
| Dragan Mrđa         | FK Vojvodina  | 22   |
| Andrija Kaluđerović | Rad Belgrado  | 17   |
| Cléo                | FK Partizan   | 14   |
| Lamine Diarra       | FK Partizan   | 14   |
| Milan Bojović       | FK Jagodina   | 12   |
| Dejan Lekić         | Estrella Roja | 12   |

Fuente: superliga.rs

## Segunda Liga
En la Segunda División (Prva Liga Srbija) compitieron 18 clubes, dos equipos fueron ascendidos a la Superliga Serbia. cuatro clubes fueron relegados a la Liga Srpska, tercera división del fútbol serbio.
|  |     | Equipo                 | PJ | PG | PE | PP | GF | GC | DG  | PTS |
|  | --- | ---------------------- | -- | -- | -- | -- | -- | -- | --- | --- |
|  | 1.  | FK Inđija              | 34 | 17 | 9  | 8  | 47 | 26 | +21 | 60  |
|  | 2.  | FK Sevojno             | 34 | 17 | 7  | 10 | 40 | 24 | +16 | 58  |
|  | 3.  | Kolubara Lazarevac     | 34 | 14 | 14 | 6  | 37 | 29 | +8  | 56  |
|  | 4.  | Bežanija Novi Beograd  | 34 | 14 | 11 | 9  | 34 | 28 | +6  | 53  |
|  | 5.  | FK Novi Sad            | 34 | 14 | 9  | 11 | 34 | 29 | +5  | 51  |
|  | 6.  | Teleoptik Zemun        | 34 | 14 | 8  | 12 | 36 | 31 | +5  | 50  |
|  | 7.  | Proleter Novi Sad      | 34 | 13 | 7  | 14 | 41 | 35 | +6  | 46  |
|  | 8.  | SREM Sremska Mitrovica | 34 | 12 | 10 | 12 | 34 | 37 | -3  | 46  |
|  | 9.  | FK Novi Pazar          | 34 | 13 | 7  | 14 | 33 | 38 | -5  | 46  |
|  | 10. | Banat Zrenjanin        | 34 | 11 | 12 | 11 | 31 | 28 | +3  | 45  |
|  | 11. | Radnicki Sombor        | 34 | 12 | 9  | 13 | 30 | 32 | -2  | 45  |
|  | 12. | Zemun Belgrado (-2)    | 34 | 11 | 12 | 11 | 39 | 36 | +3  | 43  |
|  | 13. | Dinamo Vranje          | 34 | 12 | 7  | 15 | 32 | 38 | -6  | 43  |
|  | 14. | Mladost Lučani         | 34 | 9  | 15 | 10 | 33 | 31 | +2  | 42  |
|  | 15. | Radnicki Nis           | 34 | 9  | 14 | 11 | 33 | 35 | -4  | 39  |
|  | 16. | Sloga Kraljevo         | 34 | 9  | 12 | 13 | 28 | 32 | -4  | 39  |
|  | 17. | ČSK Pivara             | 34 | 6  | 14 | 14 | 32 | 48 | -16 | 32  |
|  | 18. | Mladost Apatin         | 34 | 7  | 7  | 20 | 24 | 61 | -37 | 28  |

Ascensos desde tercera liga: BASK Belgrado, Big Bull Bačinci, Radnicki Kragujevac, Sindelic Nis.